# 河口镇 (寻甸县)
河口镇，是中华人民共和国云南省昆明市寻甸回族彝族自治县下辖的一个镇。

## 行政区划
河口镇下辖以下地区：
营河村、鲁冲村、小街村、鲁撒格村、化桃箐村、海嘎村、白石岩村、双龙村、撒米罗村、水冒田村、沙谷渡村、米德卡村、十甲村、黑箐村、白大营村和糯基村。